# Fern Sutherland
Fern Sutherland es una actriz neozelandesa, más conocida por haber interpretado a Dawn en la serie The Almighty Johnsons.

## Biografía
Es buena amiga de los actores Jared Turner, Michelle Langstone y Dean O'Gorman.
Sale con Jarrod Kilner.

## Carrera
En 2010 apareció como invitada en la serie Go Girls, donde interpretó a una joven borracha. En febrero de 2011, se unió al elenco principal de la serie The Almighty Johnsons, donde interpretó a Dawn hasta el final de la serie en septiembre de 2013, después de finalizar su tercera temporada. En 2014 se unió al elenco principal de la nueva serie de drama y misterio The Brokenwood Mysteries, donde interpreta a la detective Kristin Sims hasta ahora.

## Filmografía[6]

### Series de televisión
| Año             | Título                   | Personaje         | Notas                          |
| --------------- | ------------------------ | ----------------- | ------------------------------ |
| 2014 - presente | The Brokenwood Mysteries | Det. Kristin Sims | 8 episodios                    |
| 2011 - 2013     | The Almighty Johnsons    | Dawn              | 25 episodios                   |
| 2010            | Go Girls                 | Joven             | episodio "Boys Behaving Badly" |

### Películas
| Año  | Título               | Personaje | Notas |
| ---- | -------------------- | --------- | ----- |
| 2008 | Trash                | Poppy     | corto |
| 2008 | Thud                 | Enfermera | corto |
| 2006 | A Book By It's Cover | -         | corto |

### Teatro
| Año  | Título                                   | Personaje           | Director (a)    | Teatro           | Notas                                               |
| ---- | ---------------------------------------- | ------------------- | --------------- | ---------------- | --------------------------------------------------- |
| 2013 | Dementia 13                              | -                   | Oliver Driver   | Herald Theatre   | junto a Charlie McDermott y Cameron Rhodes          |
| 2012 | Tribes                                   | Ruth                | Shane Bosher    | Silo Theatre     | junto a Michael Hurst, Emmett Skilton y Leon Wadham |
| 2011 | The End of the Golden Weather            | -                   | Murray Lynch    | Auckland Theatre | -                                                   |
| 2009 | The Pohutakawa Tree                      | Sylvia Atkinson     | Colin McColl    | Auckland Theatre | -                                                   |
| 2009 | Ensemble Project 08                      | -                   | Shane Bosher    | Silo Theatre     | -                                                   |
| 2008 | A Midsummers Night's Dream               | Bottom              | John Callen     | -                | -                                                   |
| 2008 | Silent Vigil                             | Charlotte           | Michelle Hine   | -                | -                                                   |
| 2007 | The Long Goodbye at the Riverside Saloon | Tilly               | Ros Gardner     | -                | -                                                   |
| 2007 | To Seek The Happy Isles                  | Sarah               | Leo Gene Peters | -                | -                                                   |
| 2007 | The Caucasian Chalk Circle               | Cocinera / Ludovica | Heath Jones     | -                | -                                                   |
| -    | The Family Wilder                        | Elizabeth           | Heath Jones     | -                | junto a Todd Emerson                                |

## Premios y nominaciones
| Año  | Categoría                                                      | Premio           | Serie                 | Resultado |
| ---- | -------------------------------------------------------------- | ---------------- | --------------------- | --------- |
| 2011 | Best Performance by a Supporting Actress in General Television | General TV Award | The Almighty Johnsons | Nominada  |